# Пондероза-Пайн (Нью-Мексико)
Пондероза-Пайн (англ. Ponderosa Pine) — переписна місцевість (CDP) в США, в окрузі Берналільйо штату Нью-Мексико. Населення — 1092 особи (2020).

## Географія
Пондероза-Пайн розташована за координатами 34°58′15″ пн. ш. 106°20′23″ зх. д. / 34.97083° пн. ш. 106.33972° зх. д. (34.970867, -106.339601).  За даними Бюро перепису населення США в 2010 році переписна місцевість мала площу 20,91 км², з яких 20,91 км² — суходіл та 0,01 км² — водойми.

## Демографія
Згідно з переписом 2010 року, у переписній місцевості мешкало 1195 осіб у 516 домогосподарствах у складі 341 родини. Густота населення становила 57 осіб/км².  Було 600 помешкань (29/км²).
Расовий склад населення:
| - 91,5 % — білих - 0,9 % — корінних американців - 0,4 % — чорних або афроамериканців - 0,3 % — азіатів - 4,0 % — осіб інших рас |

До двох чи більше рас належало 2,8 %. Частка іспаномовних становила 17,7 % від усіх жителів.
За віковим діапазоном населення розподілялося таким чином: 20,3 % — особи молодші 18 років, 67,1 % — особи у віці 18—64 років, 12,6 % — особи у віці 65 років та старші. Медіана віку мешканця становила 48,4 року. На 100 осіб жіночої статі у переписній місцевості припадало 97,2 чоловіків;  на 100 жінок у віці від 18 років та старших — 100,4 чоловіків також старших 18 років.
Середній дохід на одне домашнє господарство  становив 71 598 доларів США (медіана — 56 250), а середній дохід на одну сім'ю — 87 571 долар (медіана — 77 569). Медіана доходів становила 62 344 долари для чоловіків та 65 284 долари для жінок. За межею бідності перебувало 6,8 % осіб, у тому числі 11,1 % дітей у віці до 18 років та 0,0 % осіб у віці 65 років та старших.
Цивільне працевлаштоване населення становило 539 осіб. Основні галузі зайнятості: освіта, охорона здоров'я та соціальна допомога — 29,5 %, публічна адміністрація — 17,6 %, науковці, спеціалісти, менеджери — 16,7 %.